# エル・エスコリアル修道院
王立サン・ロレンソ・デ・エル・エスコリアル修道院（おうりつサン・ロレンソ・デ・エル・エスコリアルしゅうどういん、Monasterio de El Escorial）は、スペイン・マドリッド県 サン・ロレンソ・デ・エル・エスコリアルにある広大な宮殿、修道院、博物館、図書館の複合施設である。
左右対称の幾何学的な設計で、外観は装飾を極力排除したシンプルなエレラ様式の建造物。内装は非常に豪華で、修道院の半円筒形の天井には学問を題材とする色彩豊かなフレスコ画が描かれている。
サン・ロレンソ・デ・エル・エスコリアルは首都マドリッドの北西45kmに位置する。

## 沿革

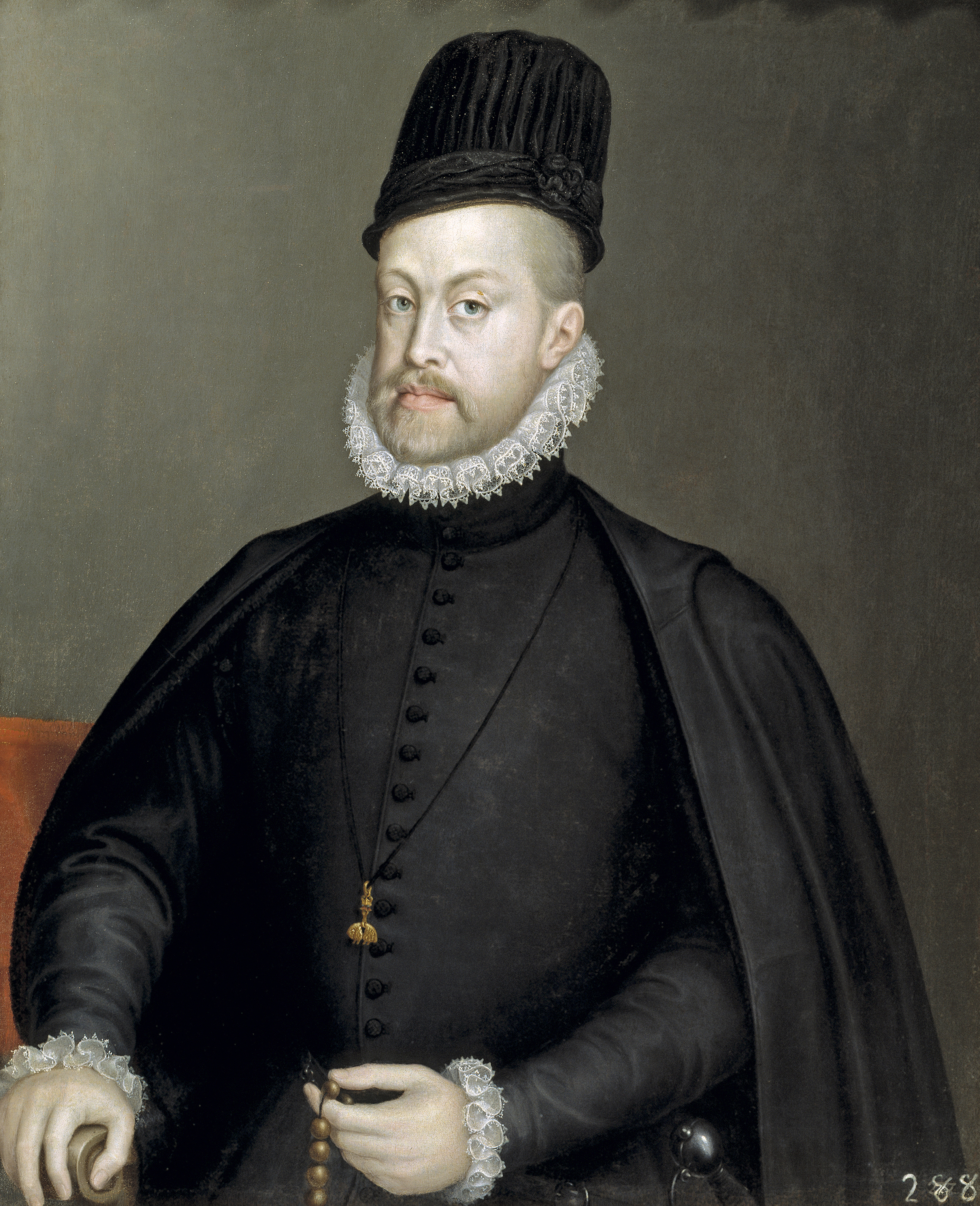
フェリペ2世はエル・エスコリアル修道院に居住し、政務をとったという。

グアダラーマ山脈の麓にこの複合施設は国王フェリーペ2世の命令でスペイン王家の墓所でありスペインの対抗宗教改革の研究を目的として建てられた。これはフアン・バウティスタ・デ・トレード、ジョヴァンニ・バッティスタ・カステッロ、ファン・デ・エレーラの3人の建築家によって厳格な古典様式にデザインされ、1563年から1584年にかけて造営された。建物は、聖ロレンソの殉教を記念するために格子型に形成されている。1557年のサン＝カンタンの戦いでは、スペイン軍はロレンソに捧げられた小さな庵を破壊したという。国王フェリペ2世は、勝利を授かった礼として聖人に修道院を奉献することを決断した。

## 概要
エル・エスコリアルの建築群は膨大な芸術の宝庫であり、スペインを中心に活躍した画家エル・グレコ (『聖マウリティウスの殉教』、『イエスの御名の礼拝』』) をはじめ、ティツィアーノ (『洗礼者聖ヨハネ』、『聖ラウレンティウスの殉教』)、ティントレット、ディエゴ・ベラスケス (『ヨセフの衣を受けるヤコブ』)、ロヒール・ファン・デル・ウェイデン、パオロ・ヴェロネーゼ、アロンソ・カーノ、ホセ・デ・リベーラ、クラウディオ・コエーリョなどの芸術家の傑作が収蔵されている。

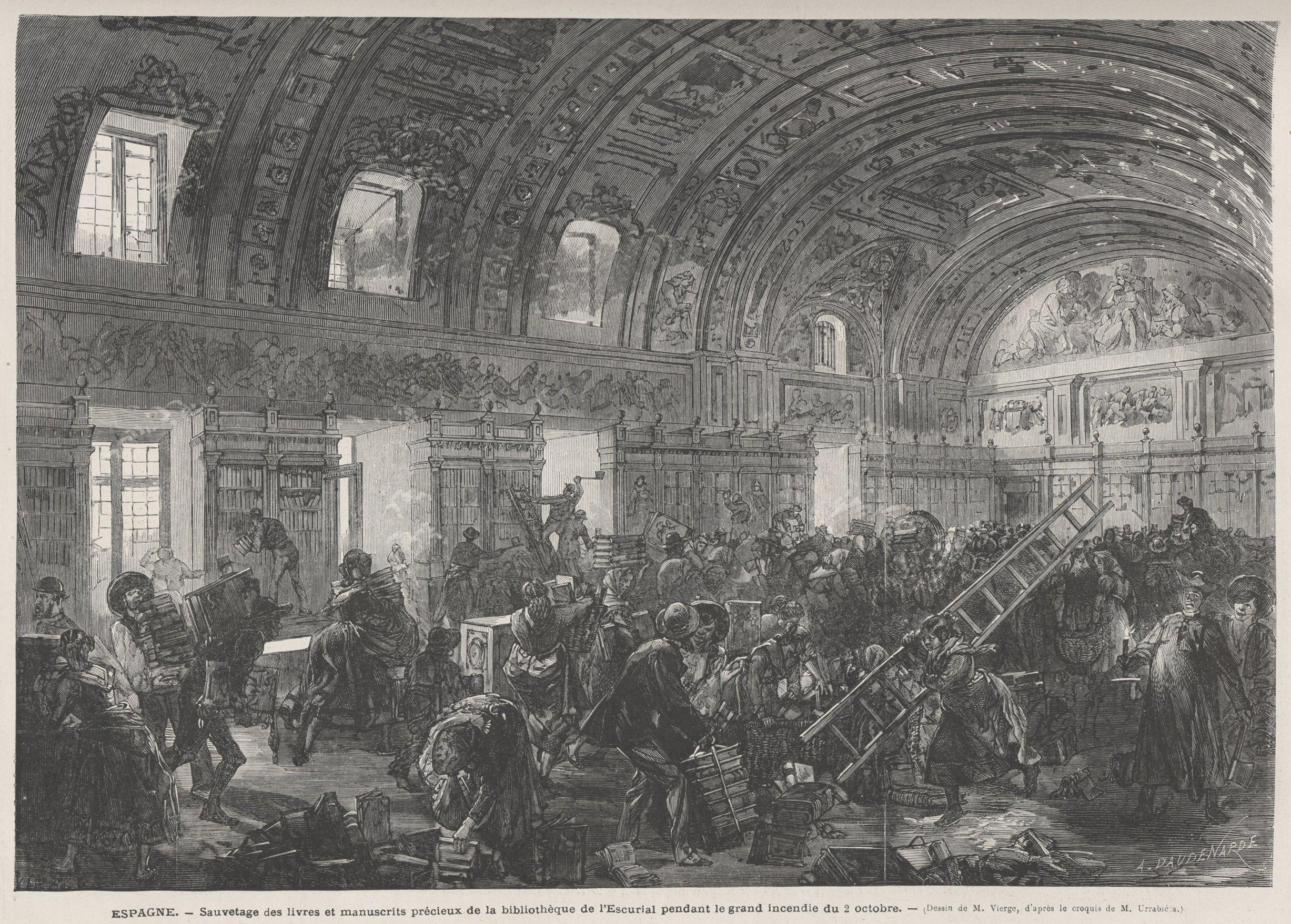
火災に見舞われた図書館から書物を運び出す館員たち。
（1872年10月、D.ヴィエルジュ画）

敷地内には無数の貴重な古代古文書を収めた図書館がある。スペイン黄金時代美術5～18世紀頃の貴重な書籍が数多く保管されており、歴史的価値の高い蔵書の中には一般公開されていないものもある。
ここは、5世紀の間、アブスブルゴ（スペイン・ハプスブルク）家およびスペイン・ボルボン家のスペイン国王の埋葬場所であった。
王家の霊廟にはカルロス1世（神聖ローマ皇帝カール5世）、フェリペ2世、フェリペ3世、フェリペ4世、カルロス2世、ルイス1世、カルロス3世、カルロス4世、フェルナンド7世、イサベル2世、アルフォンソ12世、アルフォンソ13世が眠っている。
なお、ボルボン朝のフェリペ5世はラ・グランハ宮殿附属教会の廟所に、フェルナンド6世はマドリードのサレサス・レアレス修道院に、サボヤ朝（サヴォイア）のアマデオ1世はトリノのスペルガ聖堂に埋葬されている。
修道院は夏の間、王家の避暑の為の離宮としても使用され、多くの宮廷人で賑わった。スペイン音楽史上の重要な人物でもあるアントニオ・ソレル神父（1729年12月3日受洗 - 1783年12月20日）は、このような機会にドメニコ・スカルラッティから教わることも多かったとされている。

## 現在
この複合施設はユネスコ世界遺産である（ID318）。きわめて人気の高い観光スポットで、旅行者はマドリッドから日帰りで訪れることが多い。尚、建造物の内部撮影は禁止されている。
マドリード＝バラハス空港からエル・エスコリアル駅（El Escorial）の終点まで電車で移動でき、駅から修道院までの距離は徒歩で約30分。
サン・ロレンソ・デ・エル・エスコリアルの周辺都市は、マドリード・コンプルテンセ大学の人気のある夏季コースの拠点でもある。同様に「エル・エスコリアル」と名づけられている麓の町には、スペイン国鉄（RENFE）の同じ名前の駅がある。
エル・エスコリアルの近くには世界最大の十字架のある「戦没者の谷」（Monumento Nacional de Santa Cruz del Valle de los Caidos）がある。

## 世界遺産登録基準
この世界遺産は世界遺産登録基準のうち、以下の条件を満たし、登録された（以下の基準は世界遺産センター公表の登録基準からの翻訳、引用である）。
- (1) 人類の創造的才能を表現する傑作。
- (2) ある期間を通じてまたはある文化圏において、建築、技術、記念碑的芸術、都市計画、景観デザインの発展に関し、人類の価値の重要な交流を示すもの。
- (6) 顕著で普遍的な意義を有する出来事、現存する伝統、思想、信仰または芸術的、文学的作品と直接にまたは明白に関連するもの（この基準は他の基準と組み合わせて用いるのが望ましいと世界遺産委員会は考えている）。

## ギャラリー

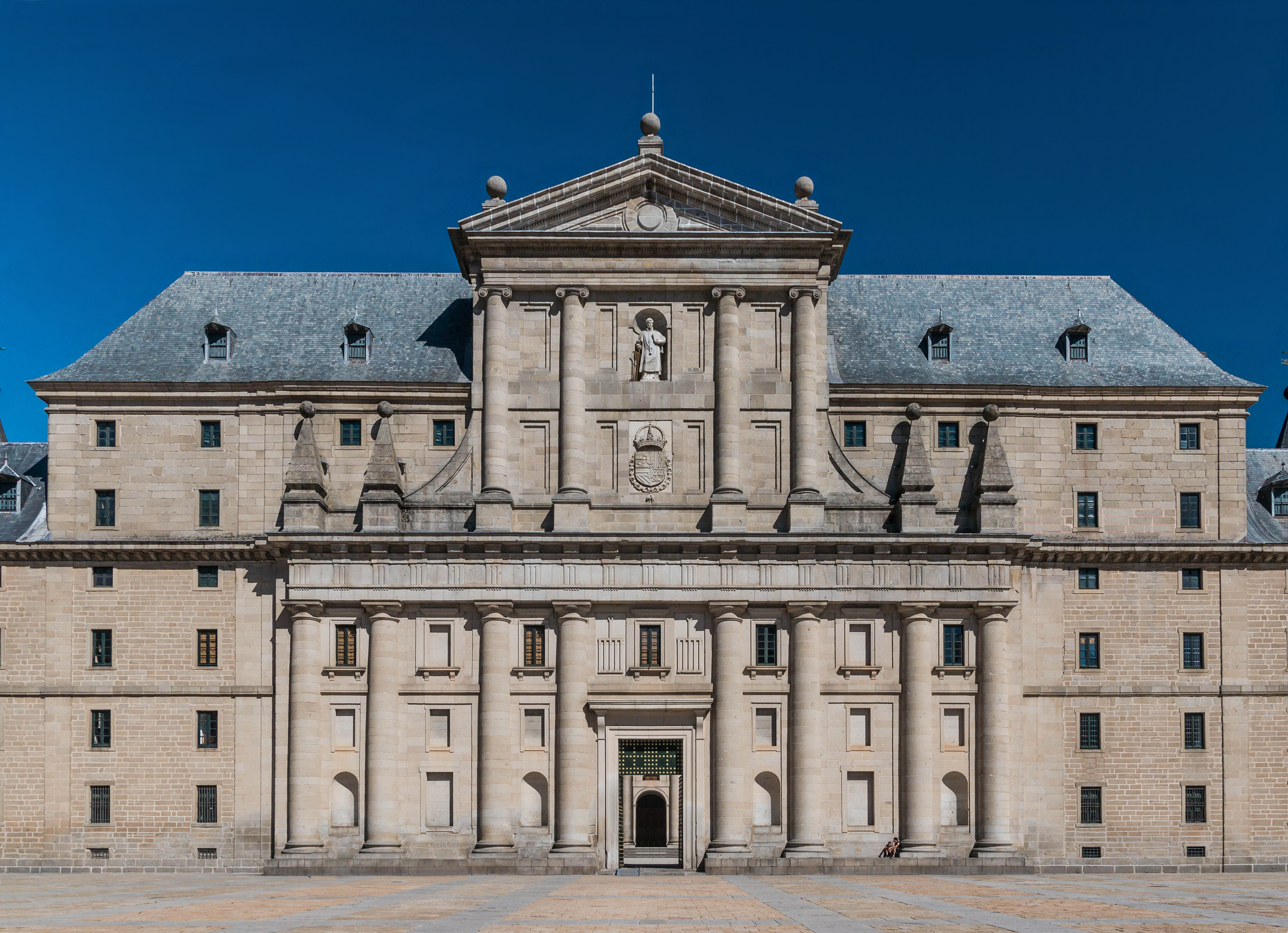
エル・エスコリアル修道院、バシリカのファサード
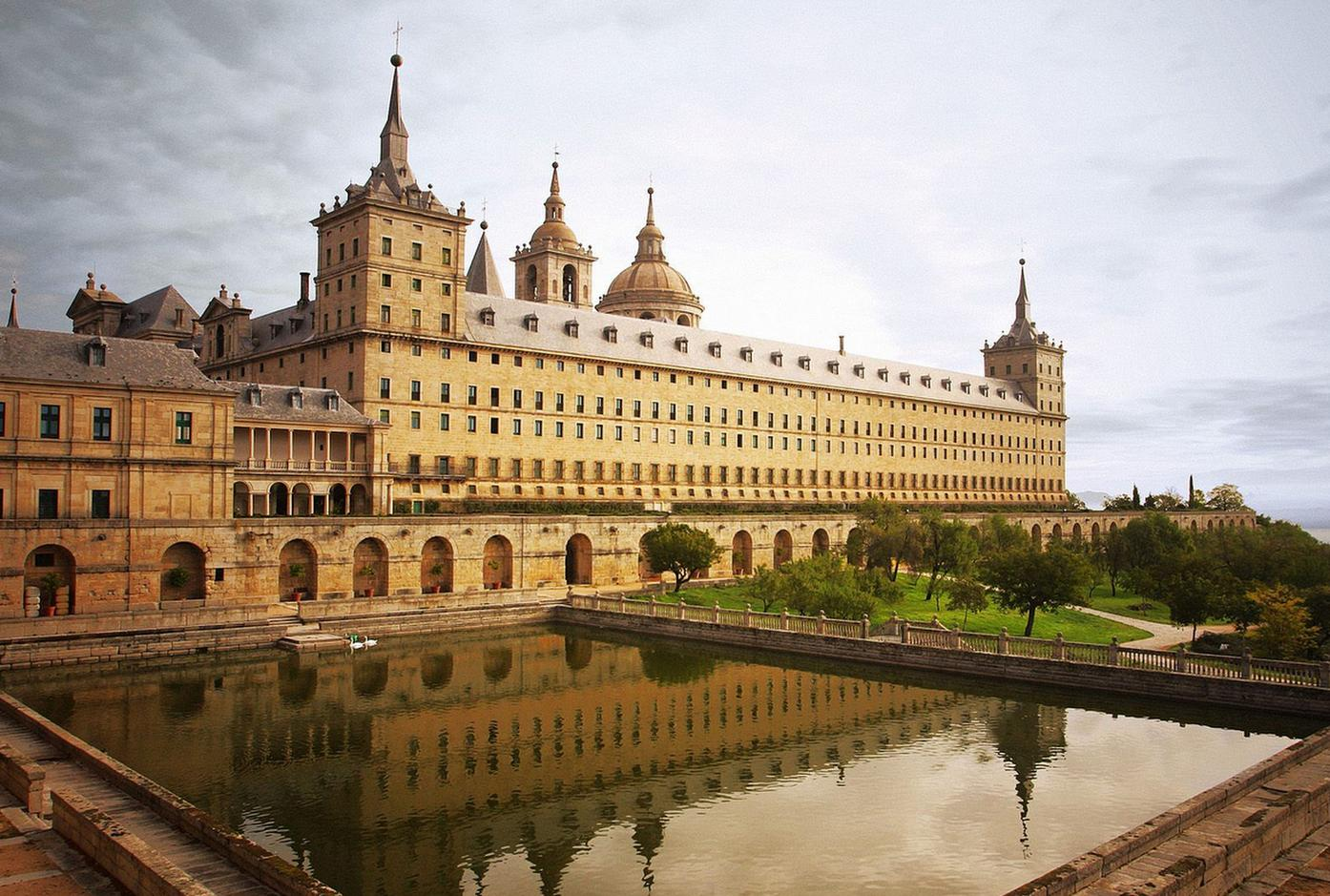
エル・エスコリアル修道院
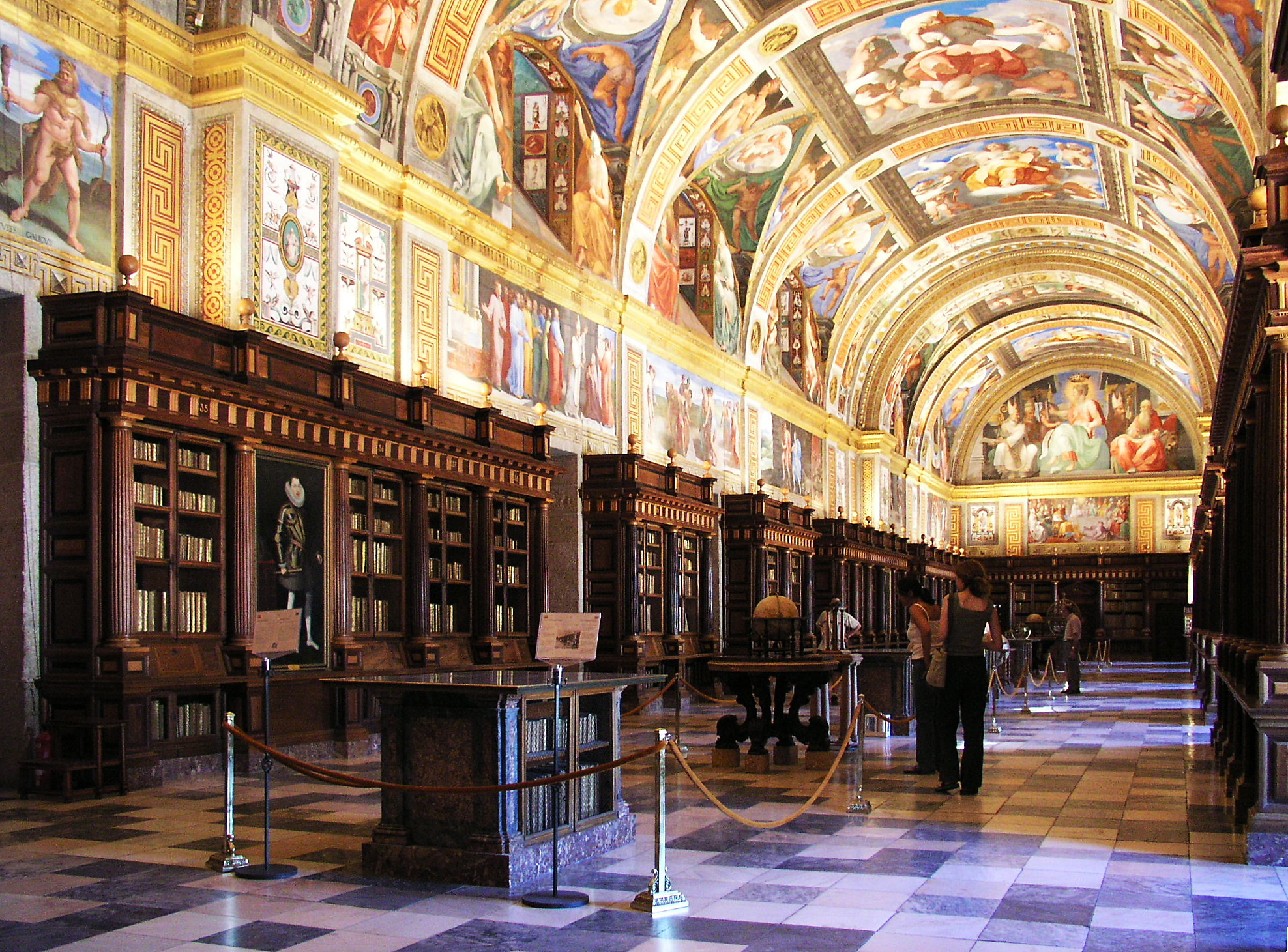
エル・エスコリアル修道院内の図書室
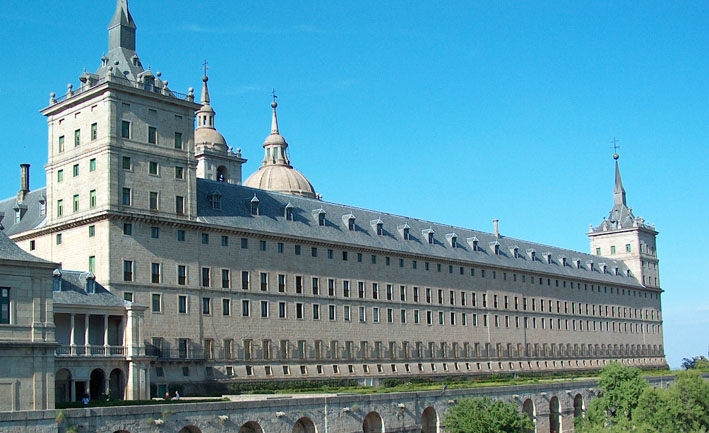
エル・エスコリアル修道院